# NGC 5880
NGC 5880 este o galaxie eliptică situată în constelația Balanța. A fost descoperită în 6 iunie 1885 de către Francis Leavenworth. Se află la o distanță de 65,77 de megaparseci de Pământ.